# Ranum
Ranum ist eine dänische Ortschaft mit 970 Einwohnern (Stand 1. Januar 2023) im westlichen Himmerland. Die Ortschaft ist seit der Kommunalreform 2007 Bestandteil der Vesthimmerlands Kommune in der Region Nordjylland. Zuvor war sie Bestandteil der Løgstør Kommune im Amt Nordjütland.
Ranum liegt etwa 8 km südlich von Løgstør, knapp 15 km nördlich von Farsø und etwa 20 km nordwestlich von Aars.
Im Süden von Ranum liegt das Kloster Vitskøl. Die Kirche in Ranum wurde 1909 erbaut, die Zwillingstürme im Jahr 1931.